# Wyspy piratów
Wyspy Piratów – australijski serial telewizyjny przygodowy dla dzieci i młodzieży.

## Obsada
- Kate Redding: Brooke Harman
- Nicholas Redding: Nicholas Donaldson
- Sarah Redding: Eliza Taylor-Cotter
- Mars: Oliver Ackland
- Czarne Serce: Collin Moody
- Carmen: Lucia Smyrk
- Perry: Darcy Bonser
- Pięć Smaków: Franklyn Ajaye
- Dugal: Jim Daly
- Bezlitosny Jack: Andy McPhee
- Duch kapitana Quade’a: John Stanton